# Monadologie
 (janvier 2018).
Si vous disposez d'ouvrages ou d'articles de référence ou si vous connaissez des sites web de qualité traitant du thème abordé ici, merci de compléter l'article en donnant les références utiles à sa vérifiabilité et en les liant à la section « Notes et références ».
La Monadologie est une œuvre philosophique traitant de métaphysique écrite par le philosophe, mathématicien et savant polymathe allemand Gottfried Wilhelm Leibniz en 1714, en français.
La place qu'elle occupe dans la carrière de Leibniz (qui meurt deux ans après sa rédaction), ainsi que la synthèse qu'elle opère des différents thèmes de la métaphysique leibnizienne, en font une œuvre majeure de cet auteur. Comme son titre l’indique, et comme Leibniz l’annonce dès le premier paragraphe, cet ouvrage a pour sujet la monade.

## Histoire du texte
Comme beaucoup des textes philosophiques de Leibniz, la Monadologie n'est pas écrite dans le but d'une publication : c'est à Vienne, en 1714, que Leibniz compose la monadologie en vue d'offrir au prince Eugène de Savoie-Carignan un traité qui résumerait sa métaphysique. Ceci explique le fait que le texte original français est longtemps resté inconnu.
En 1720, Heinrich Köhler traduit le texte en allemand et lui donne le titre que nous connaissons aujourd'hui. L'année suivante parait dans les Acta Eruditorum sa version latine sous le titre Principia philosophiae . Texte originellement français, c'est donc par des versions latines et allemandes qu'il sera connu jusqu'au XIXe siècle, puisque ce n'est qu'en 1840 que le texte original est publié par Erdmann, précédé des Principes de la Nature et de la Grâce, une autre œuvre écrite à la même époque que la Monadologie et confondue quelquefois avec elle. Diverses éditions commentées ont paru par la suite.
Néanmoins, pour l'article « Leibnitzianisme, ou philosophie de Leibnitz » de l'Encyclopedie, Diderot retraduit le texte latin en français, mais dans ce contexte particulier l'œuvre originale ne se distingue guère d'une paraphrase fidèle.

## Structure du texte
La Monadologie présente  une vue d'ensemble du système philosophique de Leibniz, tel qu'il le concevait à la fin de sa vie. Composée de 90 paragraphes, c'est un exposé de ses thèses fondamentales qui peut être divisé en trois parties :
- § 1 à 36 : les « monades », (les éléments du monde) ; (avec §32 : principe de raison suffisante)
- § 37 à 48 : Dieu (la cause du monde) ;
- § 49 à 90 : le monde créé (le monde lui-même, et son unité).

## Le texte

### Justification rationnelle de l'hypothèse monadologique
Les premiers paragraphes établissent de manière rationnelle l'existence de la monade selon l'argumentation suivante :
- §1 : la monade est une substance simple (sans parties) dont sont formés les composés.
- §2 : or il y a des substances composées. Donc il y a des substances simples.

### Nature de la monade
Les paragraphes suivants s'attèlent à la définition positive de la monade :
- §3 : La monade est inétendue : elle n'est pas matérielle mais spirituelle. Leibniz reproduit ici un schéma classique du rationalisme et du dualisme hérité de Descartes qui consiste à poser à la base de la réalité un principe immatériel. La simplicité absolue que représente la monade ne peut pas être trouvée dans la matière ou dans l'étendue, car celle-ci est toujours divisible.
- Cette considération débouche sur les conséquences suivantes : la monade ne peut périr (§4), pas plus qu'elle ne peut naître au sens d'un commencement absolu (§5). La simplicité fonde l'indestructibilité de la monade qui demeure par-delà la composition ou la décomposition. C'est pourquoi "les Monades ne sauraient commencer, ni finir, que tout d'un coup, c'est-à-dire, elles ne sauraient commencer que par création et finir par annihilation" (§6). Autrement dit, seul Dieu a le pouvoir de créer ou de supprimer une monade.
- Autre conséquence : puisque la monade est absolument simple, il n'y a pas d'influence d'une monade sur une autre (§7) : c'est le sens de la célèbre métaphore qui affirme que "les monades n'ont point de fenêtre, par lesquels quelque chose y puisse entrer ou sortir". Les accidents de la substance ne sont pas compris par Leibniz comme quelque chose d'externe à celle-ci, mais au contraire comme des prédicats inclus dans le sujet qu'elle représente. C'est pourquoi malgré sa simplicité, la monade est douée de qualités qui fondent son individualité (§8). Leibniz radicalise même cette considération en faisant de chaque monade un être simple et absolument différent de toutes les autres monades selon la logique de son principe des indiscernables : on ne trouve jamais deux être absolument identiques, donc la monade est une individualité définie par l'ensemble de ses qualités intrinsèques (§9).
- Le changement ne consiste donc pas en une influence réciproque des monades mais dans un principe interne à chaque monade (§10-11) : la simplicité de la Monade ne signifie pas son invariance mais l'inclusion en elle du principe du changement ; c'est pourquoi on doit expliquer "une multitude dans l'unité ou dans le simple"(§13). On peut encore citer : "il faut que dans la substance simple il y ait une pluralité d'affections et de rapports, quoiqu'il n'y en ait point de parties"(Idem).

#### La Perception de la monade
- La perception est le concept qui permet de comprendre comment la multiplicité se donne dans une unité (ou simplicité). (§14) Il ne faut pas entendre l'expression leibnizienne de "perception" dans le sens de la simple sensation : la perception constitue la représentation dans la monade simple d'une multitude. Toute perception d'objet est, pour Leibniz, déjà la perception d'une complexité, d'une multitude.
- L'acte qui produit le passage d'une perception à une autre est appelé par Leibniz Appétition (§15).

#### Les différents types de monade
Une fois posées l'ensemble de ces notions, Leibniz peut affiner sa réflexion en différenciant parmi les monades : 
- On appelle Entéléchies les monades qui n'ont que la perception et l'appétit.
- On appelle Âmes[9] les monades "dont la perception est plus distincte et accompagnée de mémoire". (§19) Quelques paragraphes plus loin, Leibniz ajoutera encore que les âmes raisonnables, ou Esprits, sont aussi "distingués des simples animaux" par ceci qu'ils possèdent "la connaissance des vérités nécessaires et éternelles [...] qui fait avoir la raison et les sciences". (§29)

Cependant cette distinction ne doit pas être comprise comme une distinction de nature mais seulement comme une différence de degrés.

#### Perception et aperception
La différence entre les entéléchies (aussi appelées "monades brutes") et les âmes (ou "monades spirituelles") réside donc dans le fait que les perceptions des secondes sont accompagnées de distinction. Ceci signifie, en langage leibnizien, qu'elles sont accompagnées de conscience : s'apercevoir signifie se rendre compte d'une perception. Leibniz utilise l'exemple de l'étourdissement (§20 à24) : lorsque nous sommes étourdis (par exemple lors d'un malaise), nous n'avons pas conscience des perceptions perçues ; mais ceci ne signifie pas qu'il n'y a pas de perceptions, car il arrive qu'en sortant de l'étourdissement, nous nous souvenions des perceptions de l'état précédent. C'est pourquoi on doit distinguer entre perceptions sans conscience de la perception, commune à toutes les monades, et perception accompagnée d'aperception, privilège des monades spirituelles.

#### Principe de contradiction et principe de raison suffisante
Leibniz expose ici ces deux principes sur lesquels se fonde sa philosophie : 
- Le principe de contradiction « en vertu duquel nous jugeons faux ce qui en enveloppe, et vrai ce qui est opposé ou contradictoire au faux ». Le principe de contradiction permet de dégager des vérités de raisonnement ou de raison.

- le principe de raison suffisante affirme « qu'aucun fait ne saurait se trouver vrai, ou existant, aucune énonciation véritable, sans qu'il y ait une raison suffisante pourquoi il en soit ainsi et non autrement » (§32). Le principe de raison suffisante permet de dégager des vérités de faits.

Cette distinction recouvre en fait une distinction modale : une vérité de raison est une vérité nécessaire absolument (un triangle a trois côtés), tandis qu'une vérité de fait (ex : César a franchi le Rubicon) est contingente. La contingence ne signifie pas l'absence de raison : elle signifie que ce dont on veut rendre la raison n'est pas logiquement nécessaire (il n'est pas logiquement nécessaire que César franchît le Rubicon) et que sa cause (ou raison) réside dans un autre être. Or, si pour trouver la raison on évoque encore une autre vérité de fait, on accédera pas à une raison suffisante, puisqu'on cherchera encore la raison de cette nouvelle vérité contingente : c'est pourquoi « il faut que la raison suffisante ou dernière soit hors de la suite ou séries de ce détail des contingences » (§37). Pour trouver une raison suffisante, c'est-à-dire qui a sa raison en elle, on ne peut penser qu'un être nécessaire, ou cause de lui-même : la raison dernière est Dieu (§38).

### Nature de Dieu

#### Les preuves de l'existence de Dieu
En fait, ces paragraphes donnent une version de la preuve a posteriori de l'existence de Dieu que Leibniz avait déjà développée. Dieu est donc la source de toutes les créatures (des existences) (§42) mais aussi des essences (§43). Suit immédiatement une nouvelle preuve de l'existence de Dieu qui repose cette fois sur le principe de contraction, et qui est la preuve a priori et que Kant nommera argument ontologique : puisque Dieu est parfait, sa notion contient en elle le prédicat de l'existence (argument cartésien) ; si cette notion est possible (non-contradictoire), alors Dieu existe. Or "rien ne peut empêcher la possibilité de ce qui n'a aucune borne" (§45) : donc Dieu existe.

## Remarques
Le style serré de la Monadologie exprime mieux que nul autre le caractère si prenant de fiction métaphysique – d'aucuns ont pu dire : de poème – qu'a la philosophie de Leibniz. Profondément religieuse, elle pourrait être qualifiée, au moins autant que celle de Malebranche que l'on a ainsi définie, de rationalisme mystique. Avec l'occasionnalisme malebranchiste, avec le monisme de Spinoza (théorie de l'expression), elle constitue l'une des grandes options visant à surmonter le dualisme hérité de Descartes. Sous la forme systématique que lui donnera Christian Wolff, elle est apparue à Kant comme le type même du « dogmatisme », c'est-à-dire une pensée exclusivement déductive et logique. Sous la forme « populaire » des Essais de Théodicée, elle s'attirera les sarcasmes de Voltaire.